# Signetics 2650
O Signetics 2650, foi um microprocessador temporão (1975) de 8 bits. De acordo com o clássico livro de Adam Osborne, An Introduction to Microprocessors Vol 2: Some Real Products, era "o mais semelhante a um minicomputador" entre os microprocessadores disponíveis na época.
O fabricante, Signetics, não era especialista na fabricação de chips MOS complexos. Todavia, foi capaz de desenvolver uma boa placa de desenvolvimento, a "Adaptable Board Computer" por um preço razoável, de forma que o chip encontrou aplicação para um número limitado de hobbystas, particularmente na  Austrália. O chip continha 7 registradores de 8 bits de uso geral, embora somente 4 estivessem visíveis a qualquer momento. Estava limitado a um espaço de endereçamento de 15 bits (portanto, endereçando um máximo de 32 KiB de memória), dado que o bit superior de referência da memória de 16 bits era reservado para indicar o uso do modo de endereçamento indireto de memória (uma característica típica de minicomputadores).

## Chips periféricos
O 2650 foi lançado com um acompanhamento completo de chips periféricos:
- 2636 Programmable Video Interface
- 2637 Universal Video Interface
- 2651 Programmable Communication Interface
- 2652 Multi-Protocol Communications Circuit (inclusive, Synchronous Data Link Control (SDLC))
- 2653 Polynomial Generator / Checker
- 2655 Programmable Peripheral Interface
- 2657 Direct Memory Access
- 2656 System Memory Interface
- 2661 Programmable Communication Interface
- 2670 Display Character and Graphics Generator
- 2671 Programmable Keyboard and Communications Controller
- 2672 Programmable Video Timing Controller
- 2673 Video Attributes Controller

Muitos destes chips periféricos foram projetados de modo a poderem ser usados com outros microprocessadores. Por exemplo, a folha de dados do 2672 sugere que ele pode ser usado com um microcontrolador Intel 8048.
Descendentes dos chips de comunicação serial 2651/2661 são ainda vendidos como a série Philips SC26.